# David Petrarca
David Petrarca (Warwick, 10 de novembro de 1965) é um diretor e produtor de televisão, cinema e teatro norte-americano.
Petrarca foi diretor de teatro de 1988 até 2005 no Goodman Theatre, Chicago, sendo escolhido em 1996 pelo jornal Chicago Tribune como um dos "Cidadãos do Ano". Ele já venceu o TCG/NEA Director Fellowship e trabalhou como diretor de arte associado no Cincinnati Playhouse in the Park, no Chelsea Theatre Centre e no NEA Theatre Panel.
Como diretor, Petrarca dirigiu episódios de várias séries produzidas pela canal HBO, como Boardwalk Empire, Big Love, True Blood, Hung e Game of Thrones. Ele também trabalhou como produtor executivo nas séries Eli Stone e Drop Dead Diva. No cinema, ele dirigiu o filme Save the Last Dance 2 (2006), da Paramount Pictures.
Ele já deu aulas na Universidade de Artes da Carolina do Norte, no O'Neill Center e na Universidade Northwestern.